# Polizeirat

Rangabzeichen: Ein goldfarbener Stern auf einer dunkelblauen oder schwarzen Schulterklappe.

Als Polizeirat wird in Deutschland ein Polizeibeamter des Eingangsamtes im höheren Dienst bezeichnet.
Die nächstniedrigere Amtsbezeichnung ist „Erster Polizeihauptkommissar“ (BesGr A 13), die nächsthöhere „Polizeioberrat“ (BesGr A 14). 

## Aufgaben
Polizeiräte werden in folgenden Bereichen eingesetzt: 
- Leitung einer Dienststelle (in den meisten Fällen erfolgt jedoch nur die Leitung einer kleineren Dienststelle mit geringerer Zuständigkeit)
- Pressesprecher für die gesamte Polizei einer Großstadt
- Leitung einer Polizeieinheit
- Leitung eines Fachbereiches in einer größeren Polizeidienststelle
- Ausbilder in einer deutschen Polizeihochschule
- Leitung einer polizeilichen Einrichtung
- Tätigkeit als Referent

### Zuständigkeiten
- Regelung des Einsatzes von Polizeikräften
- Organisation und Einsatzplanung
- Verantwortung für die technische Ausrüstung und die untergebenen Kolleginnen und Kollegen

## Dienstkleidung
Ein Polizeirat trägt Schulterklappen mit einem goldenen Stern, ein weißes oder blaues Hemd und eine Dienstmütze mit einer dicken goldfarbenen Kordel.

## Besoldung
Die Besoldung erfolgt gemäß der Besoldungsgruppe A 13. 